# Équipe des Îles Salomon de football
Cet article traite de l'équipe masculine. Pour l'équipe féminine, voir Équipe des Salomon de football féminin.
Maillots
L'équipe des Îles Salomon de football est constituée par une sélection des meilleurs joueurs salomonais sous l'égide de la Fédération des Salomon de football. Surnommée les The Bonitos, elle représente le pays lors des compétitions continentales et internationales.
L'équipe nationale dispute la première rencontre de son histoire le 30 août 1963 face aux Nouvelles-Hébrides, match gagné sur le score de six buts à trois. Affiliée à la FIFA en 1988, la sélection salomonaise dispute ses premières qualifications à une phase finale de Coupe du monde en 1994. Elle joue, à cette occasion, sa première rencontre sous l'égide de la FIFA, le 1er mars 1997 face aux Tonga, une victoire neuf buts à zéro.
Jamais qualifiée pour une phase finale de la compétition mondiale, elle compte à son palmarès une finale de Coupe d'Océanie obtenue en 2004 et une victoire en Coupe de Mélanésie.
Entraînée depuis 2019 par Stanley Waita, la sélection a terminé l'année 2019 au 141e rang mondial du classement FIFA. Les Salomonais disputent leurs rencontres à domicile au Lawson Tama Stadium de Honiara d'une capacité de 25 000 places.

## Histoire

### Les débuts de la sélection à 1996
Le premier match officiel des Salomon fut joué aux Fidji, le 15 décembre 1963, contre les Fidji qui se solde par une défaite sur le score de 6 buts à 0. La plus large défaite fut enregistrée encore aux Fidji, le 17 décembre 1963, contre Tahiti, qui se solde par un score sans appel de 18 buts à 0. La Fédération des Salomon de football (Solomon Islands Football Federation) est fondée en 1978, année où le pays fut indépendant du Royaume-Uni (le 7 juillet 1978). Deux ans plus tard, le pays participe à la Coupe d’Océanie 1980, alors que le pays n’est pas membre de l’OFC. Il est battu au 1er tour par Tahiti, la Nouvelle-Zélande et le Vanuatu. La Fédération des Salomon de football est affiliée à la FIFA depuis 1988 et est membre de l'OFC depuis 1988 également. En septembre 1991, en Papouasie-Nouvelle-Guinée, fut enregistrée la plus large victoire de l’équipe des Salomon de football (Solomon Islands national football team), contre Wallis-et-Futuna, sur le score sans appel de 17 buts à 0. Les premières qualifications pour une Coupe du monde de la part des Salomon furent celles de 1994 aux États-Unis. Elles furent battues au 1er tour par l’Australie et Tahiti.

### De 1996 à 2000
À la Coupe d'Océanie de football 1996, l’équipe des Salomon atteignit les demi-finales, qu’elle perdit contre Tahiti (0-1 ; 1-2 (but de Robert Seni). Elle ne se qualifia pas pour la Coupe d'Océanie de football 1998. Pour la Coupe du monde 1998, elle termine seconde lors du 1er tour derrière la Papouasie-Nouvelle-Guinée, devant le Vanuatu, barrages contre les Tonga, mais fut devancée au 2d tour par l’Australie, tout en étant devant Tahiti.

### De 2000 à 2003
À la Coupe d'Océanie de football 2000, l’équipe des Salomon passe le 1er tour derrière l’Australie et devant les îles Cook mais fut battue en demi par la Nouvelle-Zélande, puis prend la 3e place en battant le Vanuatu 2-1 (buts de Gideon Omokirio et de Commins Menapi). Pour la Coupe du monde 2002, elle fut battue au 1er tour des qualifications par la Nouvelle-Zélande et Tahiti tout en étant devant les îles Cook et le Vanuatu. À la Coupe d'Océanie de football 2002, elle fut battue par Tahiti et la Nouvelle-Zélande au 1er tour tout en étant devant la Papouasie-Nouvelle-Guinée.

### La Coupe d’Océanie 2004: les Salomon en finale
À la Coupe d'Océanie de football 2004, en Australie, les Salomon terminent premiers du 1er tour, devant les Tonga, les îles Cook, Tahiti et la Nouvelle-Calédonie. Au 2d tour, elles terminent seconds derrière l’Australie, devant la Nouvelle-Zélande, le Vanuatu, les Fidji et Tahiti. Pour la première fois de leur histoire, les Salomon atteignent une finale. Elles affrontent l’Australie, le pays organisateur. Elles perdent contre l’Australie (1-5 (but de Batram Suri) ; 0-6). Commins Menapi est le meilleur buteur des Salomon dans la Coupe d'Océanie de football avec 7 buts (2 buts en 2000, 1 but en 2002, 4 buts en 2004).

### La surprenante équipe salomonienne lors des qualifications pour la Coupe du monde 2006
Les Salomon n'ont jamais participé à une phase finale de Coupe du monde de football. Elles réussirent néanmoins la performance d'écarter la Nouvelle-Zélande de la course à la qualification pour le Mondial 2006 mais furent battues en barrages par l'Australie (7-0 puis 2-1). Au 1er tour, l’équipe des Salomon termine première, devant Tahiti, la Nouvelle-Calédonie, les Tonga et les îles Cook, puis au 2d tour elle terminent deuxième derrière l’Australie, devant la Nouvelle-Zélande, les Fidji, Tahiti et le Vanuatu. Pour désigner le représentant de l’OFC lors du barrage contre l’Uruguay, l’Australie et les Salomon doivent s’affronter. Les Salomon perdent contre l’Australie (0-7 ; 1-2 (but d’Henry Fa'arodo)) et échouent aux portes de la Coupe du monde.

### Depuis 2006
L’équipe des Salomon ne participera pas à la Coupe du monde de football 2010 en Afrique du Sud car elle est éliminée au 1er tour par la Nouvelle-Calédonie et le Vanuatu. De plus ces éliminatoires servant de Coupe d’Océanie 2008, elle n’est pas qualifiée pour cette compétition.

## Composition

### Joueurs

#### Joueurs importants
- Henry Fa'arodo
- Alick Maemae
- Commins Menapi
- Gideon Omokirio
- Nelson Saie Kilifa
- Jack Samani
- Batram Suri
- George Suri
- Stanley Waita

#### Les 4 meilleurs buteurs
| Rang | Joueur          | Buts | Sél. | Première sélection | Dernière sélection |
| ---- | --------------- | ---- | ---- | ------------------ | ------------------ |
| 1    | Commins Menapi  | 34   | 37   | 2000               | 2009               |
| 2    | Benjamin Totori | 29   | 52   | 2007               | -                  |
| 3    | Henry Fa'arodo  | 20   | 64   | 2002               | 2017               |
| 4    | Batram Suri     | 10   | 48   | 1992               | 2005               |

#### Appelés récemment
Les joueurs suivants ne font pas partie du dernier groupe appelé mais ont été retenus en équipe nationale lors des 12 derniers mois.
| Pos. | Nom | Date de Naissance | Sél. | Buts | Club (au moment de leur dernière convocation) | Dernier appel |
| ---- | --- | ----------------- | ---- | ---- | --------------------------------------------- | ------------- |

### Sélectionneurs
| #  | Sélectionneur      | Pays | Période                           | Durée                    | M | V | N | D | % V | Palmarès |
| -- | ------------------ | ---- | --------------------------------- | ------------------------ | - | - | - | - | --- | -------- |
| 1  | Edward Ngara       |      | 1995 - 1996                       | 1 an                     | - | - | - | - | -   | —        |
| 2  | Wilson Maelaua     |      | 1996 - 1996                       | moins d’un an            | - | - | - | - | -   | —        |
| 3  | George Cowie       |      | 2000 - 2003                       | 3 ans                    | - | - | - | - | -   | —        |
| 4  | Alan Gillett       |      | 2004 - 2005                       | 1 an                     | - | - | - | - | -   | CO 2004  |
| 5  | Ayrton Andrioli    |      | 2006 - 2009                       | 3 ans                    | - | - | - | - | -   | —        |
| 6  | Jacob Moli         |      | 2010 - 2014                       | 4 ans                    | - | - | - | - | -   | —        |
| 7  | Moses Toata        |      | 2015 - 2016                       | 1 an                     | - | - | - | - | -   | —        |
| 8  | Felipe Vega-Arango |      | 2017 - 2018                       | 1 an                     | - | - | - | - | -   | —        |
| 9  | Moses Toata        |      | 2018 - 2019                       | 1 an                     | - | - | - | - | -   | —        |
| 10 | Wim Rijsbergen     |      | 2019                              | moins d’un an            | - | - | - | - | -   | —        |
| 11 | Stanley Waita      |      | 2020 - 2021                       | 1 an                     | - | - | - | - | -   | —        |
| 12 | Felipe Vega-Arango |      | 23 juin 2021 - 1er septembre 2024 | 3 ans, 2 mois et 9 jours | - | - | - | - | -   | —        |
| 13 | Josh Smith         |      | depuis le 1er septembre 2024      | 11 mois et 5 jours       | - | - | - | - | -   | —        |

## Palmarès

### Parcours enCoupe du monde
| Année | Position     |      | Année         | Position |               | Année | Position |
| 1930  | Non inscrite | 1974 | Non inscrite  | 2010     | Non qualifiée |       |          |
| 1934  | Non inscrite | 1978 | Non inscrite  | 2014     | Non qualifiée |       |          |
| 1938  | Non inscrite | 1982 | Non inscrite  | 2018     | Non qualifiée |       |          |
| 1950  | Non inscrite | 1986 | Non inscrite  | 2022     | Non qualifiée |       |          |
| 1954  | Non inscrite | 1990 | Non inscrite  | 2026     | Non qualifiée |       |          |
| 1958  | Non inscrite | 1994 | Non qualifiée | 2030     | À venir       |       |          |
| 1962  | Non inscrite | 1998 | Non qualifiée | 2034     | À venir       |       |          |
| 1966  | Non inscrite | 2002 | Non qualifiée |          |               |       |          |
| 1970  | Non inscrite | 2006 | Non qualifiée |          |               |       |          |

### Parcours enCoupe d'Océanie
| Année | Position          |      | Année             | Position |                  | Année | Position |
| 1973  | Non inscrit       | 2000 | Demi-finale (3e)  | 2012     | Demi-finale (4e) |       |          |
| 1980  | 1er tour          | 2002 | 1er tour          | 2016     | Demi-finale      |       |          |
| 1996  | Demi-finale       | 2004 | Finaliste         | 2020     | Annulée          |       |          |
| 1998  | Tour préliminaire | 2008 | Tour préliminaire | 2024     | 1er tour         |       |          |

### Parcours enJeux du Pacifique
- 1963 : 4e place
- 1966 : 1er tour groupe 2
- 1969 : 6e place
- 1971 : Non inscrit
- 1975 : 3e place
- 1979 : 3e place
- 1983 : 1er tour groupe C
- 1987 : Non inscrit
- 1991 : Finaliste
- 1995 : Finaliste
- 2003 : 1er tour groupe A
- 2007 : 4e place
- 2011 : Finaliste
- 2015 : 1er tour groupe B
- 2019 : 1er tour groupe B
- 2023 : Finaliste

## Statistiques

### Classement FIFA
| Année                 | 1993 | 1994 | 1995 | 1996 | 1997 | 1998 | 1999 | 2000 | 2001 | 2002 | 2003 | 2004 | 2005 | 2006 | 2007 | 2008 | 2009 |
| --------------------- | ---- | ---- | ---- | ---- | ---- | ---- | ---- | ---- | ---- | ---- | ---- | ---- | ---- | ---- | ---- | ---- | ---- |
| Classement mondial    | 149  | 163  | 170  | 171  | 130  | 128  | 144  | 130  | 134  | 142  | 156  | 130  | 140  | 160  | 123  | 163  | 172  |
| Classement en Océanie | 5    | 5    | 5    | 7    | 3    | 5    | 5    | 3    | 5    | 5    | 5    | 4    | 4    | 3    | 3    | 5    | 5    |

| Année                 | 2010 | 2011 | 2012 | 2013 | 2014 | 2015 | 2016 | 2017 | 2018 | 2019 | 2020 | 2021 | 2022 |
| --------------------- | ---- | ---- | ---- | ---- | ---- | ---- | ---- | ---- | ---- | ---- | ---- | ---- | ---- |
| Classement mondial    | 177  | 180  | 150  | 172  | 183  | 200  | 187  | 151  | 144  | 141  | 141  | 141  | 136  |
| Classement en Océanie | 5    | 7    | 4    | 4    | 4    | 9    | 7    | 2    | 2    | 2    | 2    | 2    | 2    |

| Légende du classement mondial : Légende du classement océanien : | - de 1 à 99 - de 1 à 3 | - de 100 à 149 - de 4 à 6 | - de 150 à 209 - de 7 à 11 |